# 9 meses (película)
9 meses (título original: Keepers) es una película belga de género drama dirigida por Guillaume Senez y estrenada en 2015. fue estrenada por primera ve en el Festival de cine de Toronto.
La película tuvo críticas mayormente positivas en los festivales de cine donde ha sido proyectada, además obtuvo ocho nominaciones en los Premios Magritte. Fue la primera película en ser dirigida por Senez.

## Sinopsis
Max y Melanie tienen 15 años y están explorando su sexualidad con entusiasmo y extrañeza. Ellos terminan enamorándose, y Melanie descubre que está embarazada poco tiempo después, esto les traerá varias complicaciónes.

## Reparto
- Kacey Mottet-Klein como Maxime.
- Galatéa Bellugi como Mélanie.
- Catherine Salée como la madre de Maxime.
- Sam Louwyck como el padre de Maxime.
- Laetitia Dosch como la madre de Mélanie.
- Cédric Vieira como el entrenador.

## Recepción

### Reconocimiento
| Premios / Festival   | Categoría                                            | Nominado/a                         | Resultado |
| -------------------- | ---------------------------------------------------- | ---------------------------------- | --------- |
| Festival de Hamburgo | Premio de talento juvenil                            | Guillaume Senez                    | Ganador   |
| Festival de Locrano  | Europa Cinemas Label                                 |                                    | Ganador   |
| Premios Magritte     | Mejor Película                                       |                                    | Nominada  |
| Premios Magritte     | Mejor Actor de Reparto                               | Sam Louwyck                        | Nominado  |
| Premios Magritte     | Mejor Actriz de Reparto                              | Catherine Salée                    | Ganadora  |
| Premios Magritte     | Mejor Guion                                          | Guillaume Senez y David Lambert    | Nominados |
| Premios Magritte     | Mejor Primera película                               |                                    | Ganador   |
| Premios Magritte     | Mejor Decorado                                       | Florin Dima                        | Nominado  |
| Premios Magritte     | Mejor Sonido                                         | Virginie Messiaen y Franco Piscopo | Nominados |
| Premios Magritte     | Mejor Montaje                                        | Julie Brenta                       | Ganadora  |
| Festival de Taipéi   | Nuevos talentos en competición - Especial del jurado |                                    | Ganador   |
| Festival de Torino   | Mejor primera película                               |                                    | Ganadora  |